# 4986 Осіпова
4986 Осіпова (4986 Osipovia) — астероїд головного поясу, відкритий 23 вересня 1979 року.
Тіссеранів параметр щодо Юпітера — 3,394.